# أدوار (بني أحمد الشرقية)
أدوار هي إحدى مشيخات المملكة المغربية، تتبع جغرافيا لإقليم شفشاون وإداريًا لبني أحمد الشرقية. يقدر عدد سكانها بـ 3371 نسمة حسب الإحصاء الرسمي للسكان والسكنى لسنة 2004.